# Mitad del Mundo

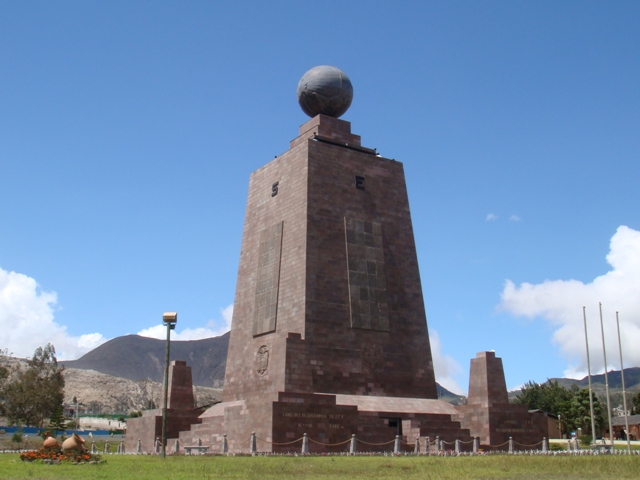
Monumento localizado em "Mitad del Mundo"

Ciudad Mitad del Mundo (em português:  Cidade da Metade do Mundo) é uma área de propriedade da prefeitura da província de Pichincha, Equador. Ela está localizada na freguesia de San Antonio, no cantão de Quito, 26 quilômetros ao norte do centro da cidade de Quito. O local é a sede do "Museo Etnográfico Mitad del Mundo", um museu sobre a etnografia indígena do Equador.
O monumento de 30 metros de altura na área foi construído entre 1979 e 1982 pelo Conselho da Província de Pichincha para substituir um monumento mais antigo e menor que foi construído pelo governo do Equador, sob a direção do geógrafo Luis Tufino em 1936, para marcar o ponto onde se acreditava que a linha do equador atravessava o país. A estrutura é feita de ferro e concreto e é coberta com andesito polido. O monumento foi construído para comemorar a primeira Missão Geodésica da Academia Francesa de Ciências, liderada por Louis Godin, Pierre Bouguer e Charles Marie de La Condamine, que, no ano de 1736, realizou experimentos para testar o achatamento nos polos do formato da Terra, comparando a distância entre um meridiano na zona equatorial com outra medida na Suécia. O monumento mais antigo foi movido sete quilômetros para uma pequena cidade chamada Calacalí.
A sede da Secretaria-Geral da União de Nações Sul-Americanas (Unasul) também está no local. Ao contrário da crença popular, há apenas dois pontos posicionados exatamente sobre o equador: o sítio arqueológico de Catequilla e o Quitsato Sundial.